# Nedertjärnen, Ångermanland
Nedertjärnen är en sjö i Bjurholms kommun i Ångermanland och ingår i Hörnåns huvudavrinningsområde. Sjön har en area på 0,0495 kvadratkilometer och ligger 207,2 meter över havet.

## Delavrinningsområde
Nedertjärnen ingår i det delavrinningsområde (710011-167075) som SMHI kallar för Utloppet av Lill-Armsjön. Medelhöjden är 225 meter över havet och ytan är 12,94 kvadratkilometer. Räknas de 6 avrinningsområdena uppströms in blir den ackumulerade arean 36,32 kvadratkilometer. Armsjöbäcken som avvattnar avrinningsområdet har biflödesordning 2, vilket innebär att vattnet flödar genom totalt 2 vattendrag innan det når havet efter 64 kilometer. Avrinningsområdet består mestadels av skog (62 procent). Avrinningsområdet har 1,59 kvadratkilometer vattenytor vilket ger det en sjöprocent på 12,3 procent.